# Educação no Mali

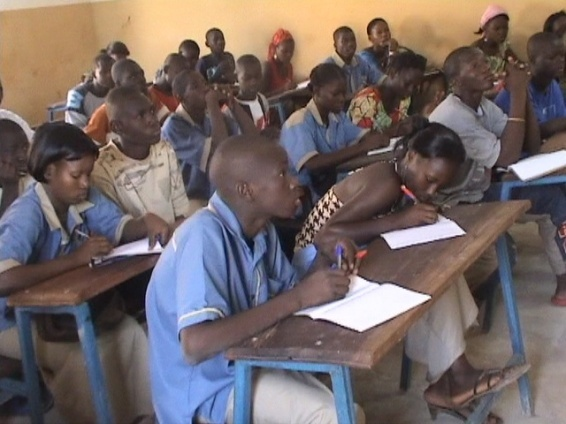
Escola em Kati, Mali

A educação pública no Mali, em princípio é, fornecida gratuitamente e é obrigatória por nove anos entre as idades de 7 e 16. O sistema engloba seis anos de ensino fundamental iniciando aos sete anos, seguido por seis anos de ensino secundário, geralmente dividido em dois ciclos de três anos. No entanto, no Mali a real taxa de escolarização primária é baixa, em grande parte porque as famílias são incapazes de cobrir os custos de uniformes, livros, suprimentos, e outras taxas necessárias para frequentar mesmo escola pública.